# Anna Císařová-Kolářová
Anna Císařová-Kolářová (22. června 1887 Tábor – 2. září 1963 Praha) byla česká knihovnice, historička, bibliografka, překladatelka a editorka.

## Životopis
Některé zdroje uvádějí chybné datum narození Anny 12. června. Rodiče Anny Císařové-Kolářové byli Martin Kolář a Štěpánka Kolářová-Polcová. Bratr Jan Ignác Martin Kolář se narodil 4. listopadu 1884. Její otec byl středoškolským profesorem, historikem města, zakladatelem městského muzea a heraldikem. Anna vystoupila z církve 20. prosince 1913, vystudovala dějepis a zeměpis na Filosofické fakultě Karlovy univerzity, kde ji vyučovali profesoři Jaroslav Goll, Václav Novotný, Josef Šusta, Josef Pekař, Jaroslav Bidlo, Josef Vítězslav Šimák, Kamil Krofta.
Od roku 1920 pracovala v pražské Veřejné a univerzitní knihovně (nyní Národní knihovna ČR). Zde se mj. věnovala popisu starých českých tisků a připravovala materiál pro záznamy Bibliografického katalogu republiky. Stala se spolupracovnicí Knihopisu českých a slovenských tisků. Jejím přičiněním bylo při knižních aukcích získáno asi sedm tisíc vzácných tisků. Byla u zrodu mnoha projektů a výstav, např. Expozice při příležitosti Mezinárodního knihovnického sjezdu v Praze roku 1926, výstava české knihy v Římě roku 1929, putovní výstava dokumentů k pětistému výročí Jednoty bratrské v roce 1957 a jiné.
Přispívala do: Bibliofil, Brázda, Časopis československých knihovníků, Časopis českých knihovníků, Česká kultura, Český bibliofil, Eva, Jednota bratrská, Jihočeský sborník historický, Kalendář českobratrský, Kalendář paní a dívek, Kalich, Knihovna, Kostnické jiskry, Křesťanská revue, Lidové noviny, Národní listy, Národní osvobození, Pedagogika, Prager Presse, Rakovnické noviny, Reformační sborník, Ročenka českých knihtiskařů, Slavische Rundschau, Slovanská knihověda, Slovenská literatúra, Typografia, Vlasta, Žena a domov, Ženský svět.
Aktivní byla též ve spolkové činnosti: byla členkou Spolku československých knihovníků, později členkou Československé společnosti knihovědné. Kromě knihovnické činnosti se věnovala historii: úloze žen v českých dějinách, největším osobnostem českých dějin (zejména z doby husitské) a Jednotě českobratrské.

## Dílo[3][5]

### Odborné publikace
- Žena v hnutí husitském. Praha: Sokolice, 1915
- Ženské studium na českých školách středních a vysokých: almanach – redakční kruh A. Berkovcová, A. Císařová, A. Fišerová, J. Knedlhansová, L. Machová, Marie Slavíková. Praha: Sdružení akademicky vzdělaných žen, 1917
- Knižní kultura doby staré i nové: příručka pro výstavy Mezinárodního sjezdu knihovníků a přátel knihy – sestavil Ant. Dolenský; další původci: Dolenský Antonín, Novák Arthur, Schürer Oskar, Straka Cyril Antonín, Císařová-Kolářová Anna, Weigner Leopold, Thon Jan, Nosovský Karel, Bitnar Vilém. Praha: [Pracovní výbor Mezinárodního sjezdu knihovníků], 1926
- Značky v českých a moravských paleotypech – [otištěné z Katalogu knižní kultury z roku 1926 a autorkou doplněné]. Praha: Odborná škola typografická, 1931
- Dvě neznámé edice Mantuana Plzeňského. Praha: [A. Císařová-Kolářová, 1934]
- Moravské knižní poklady. [Praha; Uherské Hradiště: A. Císařová-Kolářová], 1936
- Vzrůst československých knižních pokladů u NUK (národní universitní knihovna) v Praze za ředitelství Dr. Jana Emlera. Praha: [s. n.], 1937
- Mistři světového knihtisku v národní a universitní knihovně v Praze. Praha: Spolek faktorů knihtiskáren a písmolijen v Čechách, 1939
- Mistři světového knihtisku a knižní výzdoby v posledním století. Praha: nákladem vlastním, 1940
- Evangelické matky. Praha: Kalich, 1941
- Žena v Jednotě bratrské: zásady postavy a dědictví. Praha: Kalich, 1942
- Zbožnost ženy bratrské: (promluva při odpolední pobožnosti v sboru březohorském u Příbramě v neděli 7. května 1944). [Praha: A. Císařová-Kolářová], 1944
- Komenský a Masaryk; [portréty podle Crispina de Pas a podle fotografie]. Železný Brod: Bratrská škola, 1947
- Posluchačky v kapli Betlemské; [úvod napsal Antonín Frinta]. Praha: Kalich, 1947
- Přehled článků a literatury z časopisu Bibliotekar: r. 1948–1952: knihovnický materiál připravený v době 1. pětiletky – na přehledu pracovali A. Císařová, M. L. Černá a Fr. Jeník za redakce M. L. Černé. Praha: Universitní knihovna, 1956

### Uspořádala a vydala
- Jan Želivský jako politik – B. Auštecká. 1925
- O poznání cesty pravé k spasení čili Dcerka – Jan Hus. 1927
- Památce Anny Smíškové – z pozůstalosti a vzpomínek sestavil a vydal kruh jejích přátel; [doslov napsaly a redigovaly A. Kolářová-Císařová, L. Scholzová]. Praha: Kruh přátel A. Smíškové, 1936
- Hrst bibliografie pro knihtiskaře – sestavila Anna Císařová-Kolářová. Praha: Spolek faktorů knihtiskáren a písmolijen v Čechách, 1939
- Život Mistra Jana Husi – podle sepsání pražského kazatele z let 1611–1619. Praha: nákladem Společnosti Husova musea, 1940
- Mravy ctnostné mládeži potřebné. – Bratrské mravouky Jiřího Streyce, Adama Šturma z Hranic a Matouše Konečného. 1940
- Listy dvou Janů – Jan Hus, Jan Žižka; k vydání připravili a poznámkami opatřili Anna Císařová-Kolářová a Jiří Daňhelka. Praha: Evropský literární klub, 1949
- Hádání o kompaktátech – Martin Lupáč; upravila a úvodem opatřila A. Císařová-Kolářová; doslov napsal F. M. Bartoš

### Překlad
- Betlémská poselství – Jan Hus; [vybrala, z latiny přeložila, předmluvu napsala a poznámkami doprovodila]. Praha: Laichter, 1947